# Erich Breiding
Erich Breiding (* 11. Juni 1925 in Homberg (Efze); † 28. April 2009 in Worms) war ein deutscher Unternehmer.

## Leben
Breiding kam 1947 im Anschluss an die Kriegsgefangenschaft nach Worms und wurde Mitarbeiter der 3K Möbelwerke. 1957 schied er als Prokurist aus dem Unternehmen aus und gründete eine Möbelhandlung, aus der später das Einrichtungshaus Rheinmöve Erich Breiding GmbH hervorging. Dieses Unternehmen, das mit einem Spitzenumsatz von 240 Millionen DM zu den führenden Möbelhäusern Deutschlands zählte, führte Breiding bis 1999. Nach seinem Rückzug aus der Unternehmensführung verlor die zur Aktiengesellschaft umfirmierte Rheinmöve schnell an Marktanteilen und stellte 2002 nach mehreren Insolvenzverfahren ihre Geschäftstätigkeit ein.
Durch seine Beteiligung an der Gründung der Einkaufsverbünde Bedarfsgüter Großhandelsgesellschaft für Wohnung und Heim mbH (Begros), Mondial Einrichtungs Großeinkaufs GmbH und Union Einkaufs-GmbH prägte Breiding die deutsche Möbelbranche nachhaltig.
Neben seiner Geschäftstätigkeit war Breiding Förderer verschiedener Projekte im Raum Worms, unter anderem des Tiergartens Worms. Für sein bürgerschaftliches und berufständisches Engagement wurde Breiding mehrfach ausgezeichnet.

## Ehrungen
- Verfassungsmedaille des Landes Rheinland-Pfalz (1977)
- Bundesverdienstkreuz am Bande (1986)
- Ehrenring der Stadt Worms (1988)
- Verdienstorden des Landes Rheinland-Pfalz (1992)
- Ehrenbürgerrecht der Stadt Worms (1995)